# Stig Hopsdal
Stig Hopsdal (21 gennaio 1987) è un giocatore di calcio a 5 e calciatore norvegese, pivot del Vadmyra e attaccante del Bønes.

## Carriera
Hopsdal ha giocato nelle giovanili del Bønes. Nel 2006 è stato in forza al Fyllingen, in 4. divisjon. Successivamente, ha militato nelle file del Frøya e del Baune.
Parallelamente all'attività calcistica, Hopsdal ha giocato nella Futsal Eliteserie: i campionati di quest'ultima attività, infatti, prendono il via al termine di quelli calcistici, rendendo compatibili l'impiego in entrambi. Nella stagione 2010-2011, ha giocato per il Fyllingsdalen.
Nel 2011, Hopsdal è passato al Vadmyra. A fine anno ha iniziato a giocare per la sezione di calcio a 5 dello stesso club, neopromossa in Eliteserie.
Nel 2012, ha vestito la maglia del Valestrand Hjellvik, per tornare poi al Vadmyra nel 2013. Nel corso del 2015, si è accordato con il Bønes.

## Statistiche

### Presenze e reti nei club
Statistiche aggiornate al 5 dicembre 2017.
| Stagione       | Club                | Campionato     | Campionato | Campionato | Coppe nazionali | Coppe nazionali | Coppe nazionali | Coppe continentali | Coppe continentali | Coppe continentali | Supercoppe | Supercoppe | Supercoppe | Totale | Totale |
| Stagione       | Club                | Comp           | Pres       | Reti       | Comp            | Pres            | Reti            | Comp               | Pres               | Reti               | Comp       | Pres       | Reti       | Pres   | Reti   |
| -------------- | ------------------- | -------------- | ---------- | ---------- | --------------- | --------------- | --------------- | ------------------ | ------------------ | ------------------ | ---------- | ---------- | ---------- | ------ | ------ |
| 2006           | Fyllingen           | 4D             | ?          | ?          | CN              | ?               | ?               | -                  | -                  | -                  | -          | -          | -          | ?      | ?      |
| 2007           | Frøya               | 3D             | ?          | ?          | CN              | ?               | ?               | -                  | -                  | -                  | -          | -          | -          | ?      | ?      |
| 2008           | Frøya               | 3D             | ?          | ?          | CN              | ?               | ?               | -                  | -                  | -                  | -          | -          | -          | ?      | ?      |
| Totale Frøya   | Totale Frøya        | Totale Frøya   | ?          | ?          |                 | ?               | ?               |                    | -                  | -                  |            | -          | -          | ?      | ?      |
| 2010           | Baune               | 3D             | ?          | ?          | CN              | ?               | ?               | -                  | -                  | -                  | -          | -          | -          | ?      | ?      |
| 2011           | Vadmyra             | 4D             | ?          | ?          | CN              | ?               | ?               | -                  | -                  | -                  | -          | -          | -          | ?      | ?      |
| 2012           | Valestrand Hjellvik | 4D             | ?          | ?          | CN              | ?               | ?               | -                  | -                  | -                  | -          | -          | -          | ?      | ?      |
| 2013           | Vadmyra             | 3D             | ?          | ?          | CN              | ?               | ?               | -                  | -                  | -                  | -          | -          | -          | ?      | ?      |
| 2014           | Vadmyra             | 3D             | ?          | ?          | CN              | ?               | ?               | -                  | -                  | -                  | -          | -          | -          | ?      | ?      |
| gen.-giu. 2015 | Vadmyra             | 3D             | ?          | ?          | CN              | ?               | ?               | -                  | -                  | -                  | -          | -          | -          | ?      | ?      |
| Totale Vadmyra | Totale Vadmyra      | Totale Vadmyra | ?          | ?          |                 | ?               | ?               |                    | -                  | -                  |            | -          | -          | ?      | ?      |
| ago.-dic. 2015 | Bønes               | 5D             | ?          | ?          | -               | -               | -               | -                  | -                  | -                  | -          | -          | -          | ?      | ?      |
| 2016           | Bønes               | 4D             | ?          | ?          | -               | -               | -               | -                  | -                  | -                  | -          | -          | -          | ?      | ?      |
| 2017           | Bønes               | 5D             | ?          | ?          | -               | -               | -               | -                  | -                  | -                  | -          | -          | -          | ?      | ?      |
| Totale Bønes   | Totale Bønes        | Totale Bønes   | ?          | ?          |                 | ?               | ?               |                    | -                  | -                  |            | -          | -          | ?      | ?      |
| Totale         | Totale              | Totale         | ?          | ?          |                 | ?               | ?               |                    | -                  | -                  |            | -          | -          | ?      | ?      |